# 777
777 (DCCLXXVII) fue un año común comenzado en miércoles del calendario juliano, en vigor en aquella fecha.

## Acontecimientos
- Desembarco en la costa de la Región de Murcia del caudillo al-Siqlabi.
- El valí de Barcelona Sulayman ben al-Arabí, junto a otros valíes contrarios a Abderramán I, busca la ayuda de Carlomagno para contrarrestar el poder del Emirato de Córdoba.